# Xysticus siciliensis
Xysticus siciliensis là một loài nhện trong họ Thomisidae.
Loài này thuộc chi Xysticus. Xysticus siciliensis được Jörg Wunderlich miêu tả năm 1995.